# Van der Vijverstraat
De Van der Vijverstraat is een straat in Amsterdam-Oost.

## Geschiedenis en ligging
De straat kreeg haar naam per raadsbesluit van 26 juli 1939 en is vernoemd naar geschiedschrijver Cornelis van der Vijver. De straat is aangelegd in een wat onbestemd gebied in de zuidelijke vork van het Station Amsterdam Muiderpoort met de naam Tuinwijck, vernoemd naar een volkstuinencomplex dat hier lag. Het buurtje werd aan de noordzijde geheel omsloten door de dijklichamen van de Spoorwegwerken Oost, de splitsing tussen de sporen richting Amersfoort en Utrecht. De zuidkant grensde aan de terreinen van de Oostergasfabriek die aan de Ringvaart (Watergraafsmeer) stond. De straat heeft een L- dan wel haakvorm met uitstulpinkje tussen de Nic. de Roeverstraat en Polderweg. Ook Nicolaas de Roever was geschiedschrijver, de Polderweg is vernoemd naar de plek waar zij ligt, een polder. Andere straatjes in de buurt zijn de J.C. Breenstraat (naar geschiedschrijver Johannes C. Breen) en Hajo Brugmanshof (naar Hajo Brugmans)

## Gebouwen
Rond 1940 kwam de eerste bebouwing, juist in de vork van de buurt. De Tweede Wereldoorlog hield de bebouwing op, maar in 1950/1951 werd hier weer volop gebouwd. Er werden rijtjeswoningen neergezet afgewisseld met duplexwoningen naar een ontwerp van architecten Johan Hendrik Groenewegen en Simon van Woerden, die haast het hele buurtje hebben ingericht. Er werden niet alleen woningen gebouwd maar ook bergingen. In de 21e eeuw lopen de huisnummers op van 1 tot en met 51, al ontbreekt hier en daar een even nummer. Voor de bebouwing komt het erop neer dat er vier blokjes aan dat soort woningen staan en nog steeds dat oudere blokje. Die duplexwoningen zijn een of meerdere keren gerenoveerd. 

## Kunst
Bij een van die renovaties rond 2000 werd door Gemeentelijk Woningbedrijf Oost de Franse kunstenaar Franck Bragigand (wonend in de Oosterparkbuurt) ingeschakeld om de eentonige woningen wat op te fleuren. Hij kwam met het voorstel diverse panelen en vlakken een tint mee te geven in de kleur naar wens van de bewoners. Deze manier van werken leverde op dat de bewoners veel sneller de “kunst” zouden waarderen, dan wanneer de kleuren van bovenaf bepaald zouden worden. Toch zou het bijna twee jaar in beslag nemen om het werk uit te voeren; talloze gesprekken met bewoners en met woningbedrijf etc.  Gelukkig woonde de kunstenaar om de hoek (een van de Oosterparkstraten). Niet alleen de voorgevels kregen een kleurtje, maar ook panelen in de achtergevels en bergingen als ook de huisnummerbordjes.  
Het kunstwerk kreeg de naam Urban concern mee. Osaka in Japan kreeg rond die tijd eenzelfde kunstwerk; het was een blokvormige beschildering van een tram. 

## Afbeeldingen

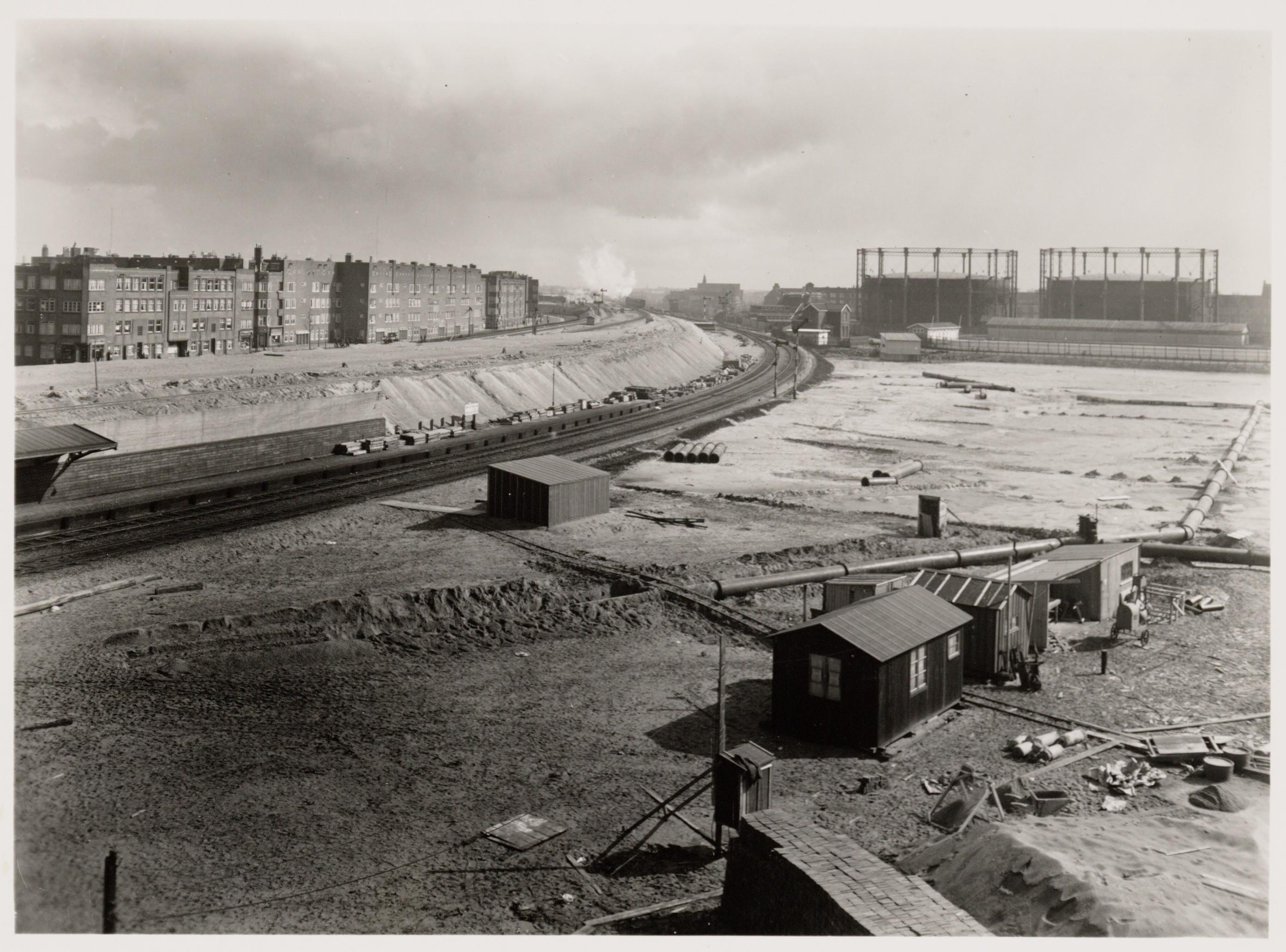
Tuinwijk in 1937 met op de achtergrond de gashouders van Oostergasfabriek
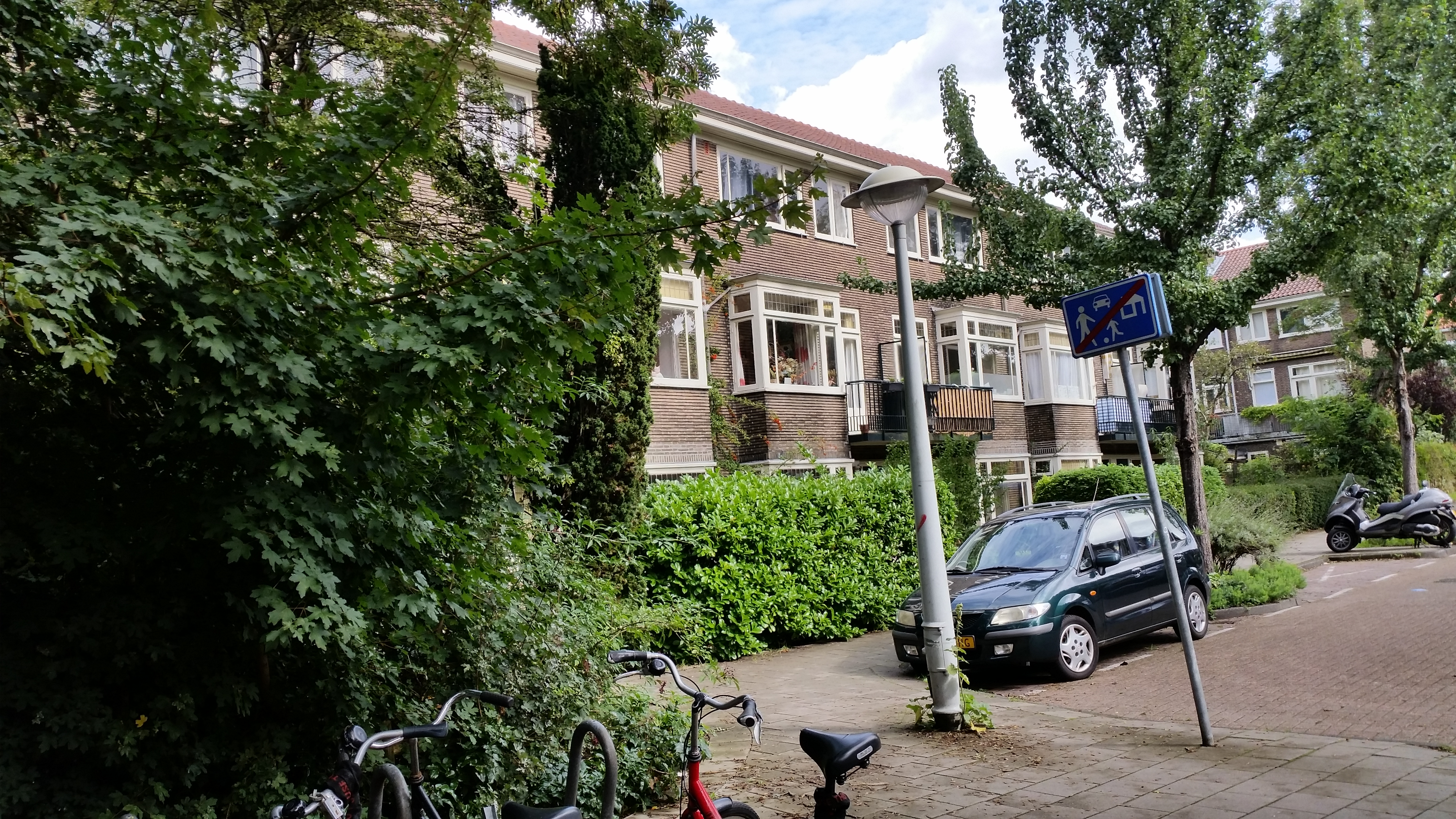
Van der Vijverstraat 2-18, geheel andere bouwstijl (september 2020)
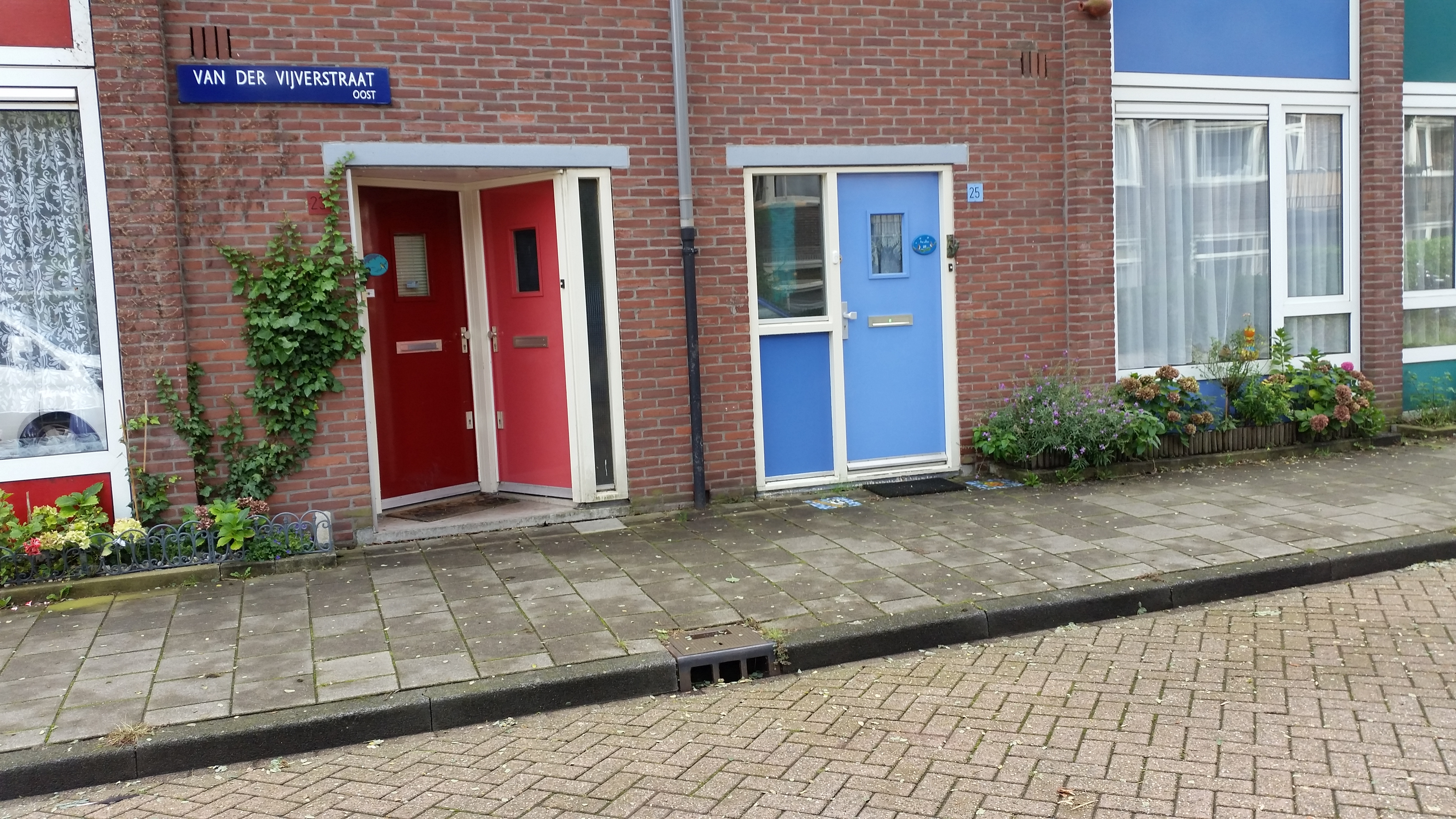
Van der Vijverstraat 23 (rood) en 25 (blauw)